# Атланте
«Атла́нте» (исп. Club de Fútbol Atlante) — мексиканский футбольный клуб из Мехико. Клуб выступает в Ассенсо МХ, втором дивизионе чемпионата Мексики. 

## История

### Любительский период
«Атланте» был основан группой молодых мексиканских любителей футбола во главе с Рефухио «Эль-Вакеро» Мартинесом 18 апреля 1916 года под названием «Синалоа». Команда начала играть в окрестности Ла-Кондеса в Мехико. После двух смен названий («Лузитания» и «U-53»), Мартинес предложил вариант «Атланте» в честь сражений в Атлантическом океане во время Первой мировой войны.

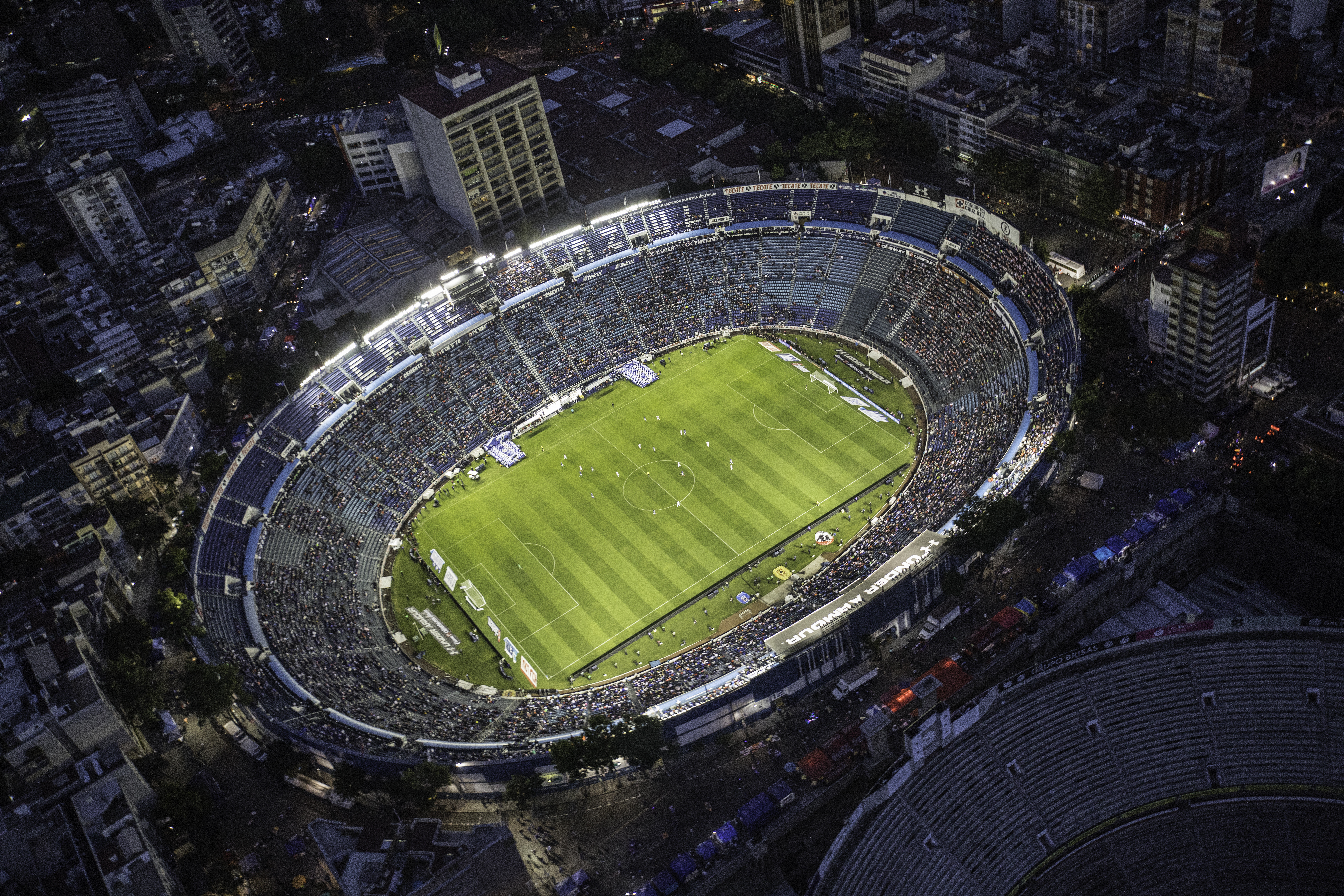
Стадион: Сьюдад-де-лос-Депортес

В 1920-е годы «Атланте» приобрёл популярность среди рабочих слоёв Мехико. Клуб выиграл в 1932 и 1941 году два любительских чемпионата Мексики. Игрок «Атланте» Хуан Карреньо стал автором первого гола сборной Мексики на Олимпийских играх в Амстердаме в 1928 году, он также открыл счёт голам мексиканской сборной на чемпионатах мира два года спустя, на первом Мундиале, прошедшем в Уругвае. Карреньо забил в ворота сборной Франции.

### Первые профессиональные успехи
В 1942 году покровителю «Атланты» генералу и владельцу банка Хосе Мануэлю Нуньесу удалось переманить из стана соперников, «Некаксы», форварда Орасио Касарина. Нуньес предложил Касарину зарплату в 600 песо, несмотря на то, что в стране продолжали проводиться любительские чемпионаты. Формально Касарин числился «работником банка». С 1942 по 1947 год «Атланте» при помощи Касарина выиграла два чемпионата Мексики (один любительский, другой профессиональный). Нападающий забил за «Атланте» 94 мяча, став лучшим бомбардиром в истории клуба, который смог впоследствии превзойти лишь один футболист — Кабиньо. Одновременно Касарин был лидером сборной Мексики. К первому триумфу в профессиональных первенствах команду привёл венгерский специалист Луиш Гроц.
После первого чемпионского титула и отъёзда в Европу Касарина «Атланте» долгое время оставался среди лидеров мексиканского футбола, поддерживаемый болельщиками из рабочих. «Атланте» выиграл ещё два Кубка Мексики, трофей Чемпион чемпионов, регулярно занимал призовые места.

### Государственное управление
В 1966 году Хосе Мануэль Нуньес решил продать команду Фернандо Гонсалесу («Фернандо́ну») и постепенно результаты команды стали ухудшаться. В 1976 году Атланте вылетел во Второй Дивизион. Оттуда команда вернулась довольно быстро, став чемпионом турнира. В октябре 1978 года «Атланте» был полностью выкуплен правительственным Мексиканским институтом социального страхования (Instituto Mexicano del Seguro Social) (IMSS). Финансовая поддержка позволила создать мощную команду. В качестве тренера команду возглавил легендарный Орасио Касарин. «Атланте» удалось переманить в свой стан бразильца Кабиньо, к тому моменту становившегося в составе УНАМ Пумас четырежды подряд лучшим бомбардиром чемпионата Мексики. «Атланте» в тот период так и не сумел стать чемпионом Мексики, несмотря на подвиги своего нападающего (Кабиньо выиграл бомбардирскую гонку ещё трижды подряд — в 1980—1982 годах). В финале чемпионата 1981/82 «Атланте» лишь в серии пенальти уступили УАНЛ Тигрес. Однако команда получила право представлять Мексику в следующем сезоне Кубка чемпионов КОНКАКАФ, который и выиграла в следующем году, обыграв в финале суринамский «Робингуд».
Государственный статус сохранился у команды, хотя теперь правительство передало её под управление Департамента Федерального округа (Departamento del Distrito Federal) (DDF). Но дела команды шли неудачно и после нескольких лет, проведённых на Ацтеке, «Атланте» был даже вынужден сменить арену на стадион Сьюдад-де-лос-Депортес — в настоящее время это стадион «Крус Асуля» Эстадио Асуль. В 1989 году DDF продала команду Хосе Антонио Гарсии, бизнесмену, владельцу компании спортивных товаров и одежды Garcis. После неудачной кампании, команда во второй раз в истории вылетела в Сегунду, после чего была вынуждена проводить домашние матчи в Керетаро.

## Достижения
- Чемпион Мексики (3): 1946/47, 1992/93, Ап. 2007
- Чемпион Мексики (допрофессиональный период) (2): 1931/32, 1940/41
- Победитель второго дивизиона Мексики (3): 1976/77, 1990/91, 2021 Апертура
- Обладатель Кубка Мексики (3): 1941/42, 1950/51, 1951/52
- Обладатель трофея Чемпион чемпионов Мексики (2): (2): 1942, 1952
- Обладатель Кубка чемпионов КОНКАКАФ (2): 1983, 2008/09